# Michael Riconosciuto
 (décembre 2021).
La mise en forme du texte ne suit pas les recommandations de Wikipédia : il faut le « wikifier ».
Les points d'amélioration suivants sont les cas les plus fréquents. Le détail des points à revoir est peut-être précisé sur la page de discussion.
- Les titres sont pré-formatés par le logiciel. Ils ne sont ni en capitales, ni en gras.
- Le texte ne doit pas être écrit en capitales (les noms de famille non plus), ni en gras, ni en italique, ni en « petit »…
- Le gras n'est utilisé que pour surligner le titre de l'article dans l'introduction, une seule fois.
- L'italique est rarement utilisé : mots en langue étrangère, titres d'œuvres, noms de bateaux, etc.
- Les citations ne sont pas en italique mais en corps de texte normal. Elles sont entourées par des guillemets français : « et ».
- Les listes à puces sont à éviter, des paragraphes rédigés étant largement préférés. Les tableaux sont à réserver à la présentation de données structurées (résultats, etc.).
- Les appels de note de bas de page (petits chiffres en exposant, introduits par l'outil «  Source ») sont à placer entre la fin de phrase et le point final[comme ça].
- Les liens internes (vers d'autres articles de Wikipédia) sont à choisir avec parcimonie. Créez des liens vers des articles approfondissant le sujet. Les termes génériques sans rapport avec le sujet sont à éviter, ainsi que les répétitions de liens vers un même terme.
- Les liens externes sont à placer uniquement dans une section « Liens externes », à la fin de l'article. Ces liens sont à choisir avec parcimonie suivant les règles définies. Si un lien sert de source à l'article, son insertion dans le texte est à faire par les notes de bas de page.
- La présentation des références doit suivre les conventions bibliographiques. Il est recommandé d'utiliser les modèles {{Ouvrage}}, {{Chapitre}}, {{Article}}, {{Lien web}} et/ou {{Bibliographie}}. Le mode d'édition visuel peut mettre en forme automatiquement les références.
- Insérer une infobox (cadre d'informations à droite) n'est pas obligatoire pour parachever la mise en page.

Pour une aide détaillée, merci de consulter Aide:Wikification.
Si vous pensez que ces points ont été résolus, vous pouvez retirer ce bandeau et améliorer la mise en forme d'un autre article.
Michael Riconosciuto est un expert en électronique et informatique ainsi que lanceur d'alerte qui a été arrêté au début de 1991, peu de temps après avoir fourni à Inslaw, Inc. un affidavit à l'appui de leur action en justice contre le ministère américain de la Justice,.

## Biographie

### Affaire Inslaw
Riconosciuto a professé une défense centrée sur l'affaire Inslaw (une affaire judiciaire dans laquelle le gouvernement américain a été accusé d'utilisation illégale de logiciels). Riconosciuto a affirmé avoir reprogrammé le programme de gestion de cas d'Inslaw (Promis) avec une « porte dérobée » secrète
pour permettre le traçage clandestin d'individus. Riconosciuto a déclaré qu'il avait été menacé de poursuites par un fonctionnaire du ministère de la Justice. Riconosciuto a fourni un affidavit détaillant les menaces à un comité spécial de la Chambre enquêtant sur l'affaire Inslaw.
Dans son enquête sur les allégations entourant l'affaire Inslaw, Conseil spécial Nicholas J. Bua a été particulièrement critique envers plusieurs des témoins d'Inslaw.